# Rund um die Hainleite 1951
Rund um die Hainleite 1951 war die 37. Austragung des seit 1907 ausgefahrenen deutschen Straßenradrennens Rund um die Hainleite. Es fand am 3. Mai mit Start und Ziel in Erfurt am Dom statt.

## Rennverlauf
Die BSG Post Erfurt war Organisator des Eintagesrennens und hatte 25 Fahrer der Leistungsklasse des DDR-Radsports sowie 100 Fahrer der Allgemeinen Klasse zum Start verpflichten können. Der Start erfolgte am Domplatz in Erfurt und führte auf einer Strecke über Bad Frankenhausen und Sondershausen wieder zum Ziel nach Erfurt. Diese Strecke war 240 Kilometer lang.
Trotz vieler Steigungen gelangte eine große Gruppe ins Ziel, wobei Fritzsche im Endspurt den Sieg einfahren konnte. Bei bestem Wetter kamen fast alle Starter ins Ziel.
|     | Fahrer           | Verein/Ort                 | Zeit (h) |
| --- | ---------------- | -------------------------- | -------- |
| 01. | Werner Fritzsche | BSG Motor Chemnitz-Siegmar | 7:06:17  |
| 02. | Georg Stoltze    | BSG Post Erfurt            | -        |
| 03. | Horst Siegel     | BSG Dwigatel Chemnitz      | 7:06:17  |
| 04. | Dieter Köhler    | BSG Aktivist Eisleben      | 7:06:17  |
| 05. | Werner Marschner | BSG Motor Chemnitz-Süd     | 7:06:17  |
| 06. | Helmut Lohse     | BSG Motor Chemnitz-Siegmar | 7:06:17  |
| 0 … |                  |                            |          |